# 9059 Dumas
A 9059 Dumas (ideiglenes jelöléssel 1992 PJ) a Naprendszer kisbolygóövében található aszteroida. Eric Walter Elst fedezte fel 1992. augusztus 8-án.
Nevét id. Alexandre Dumas francia író után kapta.